# Озерянівка
Озеря́нівка — селище Горлівської міської громади Горлівського району Донецької області України. Населення становить 1154 осіб.

## Географія
По південно-східній околиці селища протікає канал Сіверський Донець — Донбас у відкритому руслі. Відстань до райцентру становить близько 8 км і проходить автошляхом місцевого значення.
Сусідні населені пункти: на півночі, північному сході — місто Горлівка; північному заході — Широка Балка; заході — Новоселівка (Ясинуватський район), Троїцьке; сході — Федорівка, Новоселівка (Єнакієвська міська рада); південному заході — Ставки; південному сході — П'ятихатки; півдні — Михайлівка, Пантелеймонівка.

## Історія
В часі російсько-української війни 17 жовтня снайпер відкрив вогонь із лісосмуги, на блокпосту загинув солдат батальйону тероборони «Батьківщина» Сергій Горобець. 20 жовтня 2014 року терористи намагались штурмувати позиції українських силовиків, атака бойовиків відбита, втрат немає.
Вранці 3 листопада бойовики здійснюють спробу штурму українського блокпосту поблизу Озерянівки, на двох джипах, за підтримки танка — вів вогонь зі сторони Горлівки. Вогнем у відповідь знищено один автомобіль та вбито чотирьох бойовиків, одного затримано, решта відступили.

## Населення
За даними перепису 2001 року населення селища становило 1154 осіб, із них 31,98 % зазначили рідною мову українську, 66,12 % — російську, 1,30 % — білоруську, 0,35 % — вірменську, 0,09 % — молдовську.